# Бислет
Бислет (на норвежки: Bislett) е стадион в Осло, Норвегия.

## История
През 1898 г. община Осло закупува 60 000 m² площ на място, което бива считано от градския архитект Тур Галус за неподходящо за построяване на жилищни сгради, за построяването на стадиона. Цената е 500 000 норвежки крони. През 1908 г. са открити спортна площ, съблекални за жени и мъже, и ресторант. От 1917 до 1922 г. общината построява голям сектор със седящи места, съоръжения за трениране на бокс и борба, душове и кафене. Архитектът е Уле Свере, а цената – 1,1 млн. норвежки крони. За световното първенство по бързо пързаляне с кънки през 1925 г. е построен допълнителен сектор със седящи места. От 1935 до 1939 г. броят на местата е 32 000. 
През 1938 г. дървените конструкции биват изцяло съборени и стадионът е изграден отново от бетон в периода до 1940 г. Архитектът за новото изграждане е Фроде Ринан. 
На Бислет се провеждат церемониите по откриването и закриването на VI зимни олимпийски игри през 1952 г. 
Стадионът е разрушен отново на 2 юни 2004 г., за да може да бъде модернизиран. Реконструкцията трае само 10 месеца, архитекти са „CF Møller“. Капацитетът на стадиона след изграждането му на ново е 15 100 места. Лентите за бягане са увеличени от шест на осем. След реконструкцията стадионът отговаря на международните стандарти за провеждане на състезания по лека атлетика и на националните стандарти за провеждане на футболни мачове от Норвежката висша лига. 